# Jaume Alguersuari i Tortajada
Jaume Alguersuari i Tortajada   (Barcelona, 2 d'abril de 1950) és un expilot de motociclisme català i un dels principals empresaris editorials i organitzadors d'esdeveniments esportius del món del motor. Ha estat fundador, entre d'altres, de la revista Solo Moto (setmanari de referència pel que fa a la motocicleta) i del Grup Alesport, integrat per diverses empreses a través de les quals organitza importants competicions de motociclisme i automobilisme.
Alguersuari ha estat considerat l'"inventor" del trial indoor i de l'enduro indoor, dues disciplines motociclistes creades per ell del no res a Barcelona (en el primer cas, amb la col·laboració dels dos expilots de trial Pere Pi i Joan Bordas).
El seu fill, el pilot de Fórmula 1 Jaume Alguersuari, s'ha fet tan popular que ara a ell se'l coneix com a Jaume Alguersuari pare o Jaume Alguersuari sènior.

## Trajectòria esportiva i empresarial
Jaume Alguersuari començà a competir durant la dècada de 1970 en curses de velocitat i resistència, tant a nivell estatal com internacional, aconseguint puntuar en dos Grans Premis en la categoria dels 50cc, com a semi-oficial de Derbi. El 1972, formant parella amb el preparador de motocicletes Miguel Escobosa a bord d'una Montesa 250cc Blitz, guanyà les 24 Hores de Montjuïc i el Bol d'Or a Le Mans en categoria de 250 cc, aconseguint de passada els respectius Campionats d'Espanya i d'Europa. Durant uns anys obtingué també bons resultats al campionat d'Espanya de velocitat, especialment en cilindrades petites (fou, per exemple, subcampió d'Espanya de 50cc).
Alguersuari alternà la seva carrera esportiva amb la feina de periodista especialitzat en motociclisme, redactant articles per a la revista Motociclismo i els diaris El Mundo Deportivo i La Vanguardia. El 1975, juntament amb el seu germà Josep Maria fundà la revista de motociclisme Solo Moto, inicialment editada per Garbo Editorial però pocs anys després embrió del seu imperi editorial amb seu a Barcelona, Grupo Alesport. El grup abasta, entre altres empreses, a RPM Racing, entitat organitzadora dels primers esdeveniments de trial indoor i d'enduro indoor de la història, així com del campionat d'automobilisme World Series by Renault, les etapes espanyoles del Ral·li Dakar i fins i tot la Marató de Barcelona.
A començaments de març del 2023, el Circuit Ricardo Tormo va nomenar Jaume Alguersuari "Llegenda del Circuit" durant la vuitena edició del Racing Legends.

## Resultats al Mundial de motociclisme[10]
Barem de puntuació de 1969 a 1987:
| Posició | 1  | 2  | 3  | 4 | 5 | 6 | 7 | 8 | 9 | 10 |
| Punts   | 15 | 12 | 10 | 8 | 6 | 5 | 4 | 3 | 2 | 1  |

(Ids. Grans Premis | Llegenda) (Curses en negreta indiquen pole; curses en  itàlica indiquen volta ràpida)
| Any  | Categoria | Equip | 1     | 2     | 3   | 4   | 5   | 6   | 7   | 8   | Punts | Posició |
| ---- | --------- | ----- | ----- | ----- | --- | --- | --- | --- | --- | --- | ----- | ------- |
| 1973 | 50cc      | Derbi | BDR   | NAT 7 | YUG | DTT | BEL | SWE | ESP |     | 4     | 16è     |
| 1975 | 50cc      | Derbi | ESP 7 | BDR   | NAT | DTT | BEL | SWE | FIN | YUG | 4     | 18è     |